# Episodi di Haven (prima stagione)
La prima stagione della serie televisiva Haven, composta da 13 episodi, è stata trasmessa in prima visione assoluta negli Stati Uniti dal canale via cavo Syfy dal 9 luglio all'8 ottobre 2010.
In Italia la stagione è stata trasmessa in prima visione da Steel, canale pay della piattaforma Mediaset Premium, dal 18 ottobre 2010 al 10 gennaio 2011. La prima TV in chiaro è invece avvenuta su Rai 4.

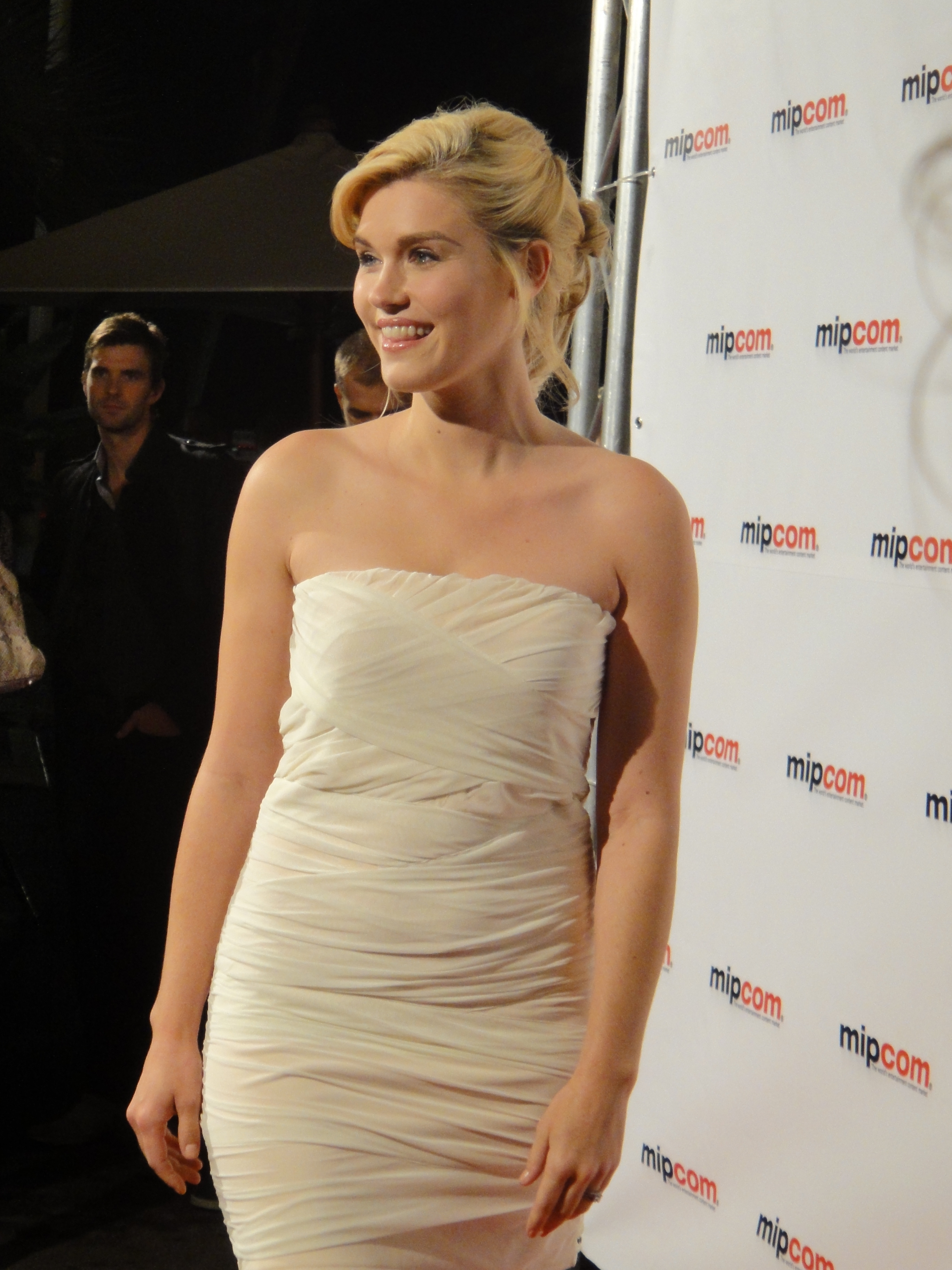
Emily Rose interpreta Audrey Parker

| nº | Titolo originale           | Titolo italiano      | Prima TV USA      | Prima TV Italia  |
| -- | -------------------------- | -------------------- | ----------------- | ---------------- |
| 1  | Welcome to Haven           | Benvenuti a Haven    | 9 luglio 2010     | 18 ottobre 2010  |
| 2  | Butterfly                  | Farfalle             | 16 luglio 2010    | 25 ottobre 2010  |
| 3  | Harmony                    | Armonia perduta      | 23 luglio 2010    | 1º novembre 2010 |
| 4  | Consumed                   | Seconda chance       | 30 luglio 2010    | 8 novembre 2010  |
| 5  | Ball and Chain             | La sera del venerdì  | 6 agosto 2010     | 15 novembre 2010 |
| 6  | Fur                        | Caccia al lupo       | 13 agosto 2010    | 22 novembre 2010 |
| 7  | Sketchy                    | Disegni pericolosi   | 20 agosto 2010    | 29 novembre 2010 |
| 8  | Ain't No Sunshine          | Dove non c'è il sole | 27 agosto 2010    | 6 dicembre 2010  |
| 9  | As You Were                | Com'eri              | 10 settembre 2010 | 13 dicembre 2010 |
| 10 | The Hand You're Dealt      | Visioni              | 17 settembre 2010 | 20 dicembre 2010 |
| 11 | The Trial of Audrey Parker | Processo a Parker    | 24 settembre 2010 | 27 dicembre 2010 |
| 12 | Resurfacing                | Riemerso             | 1º ottobre 2010   | 3 gennaio 2011   |
| 13 | Spiral                     | Spirale              | 8 ottobre 2010    | 10 gennaio 2011  |

## Benvenuti a Haven
- Titolo originale: Welcome to Haven
- Diretto da: Adam Kane
- Scritto da: Jim Dunn e Sam Ernst

### Trama
L'agente dell'FBI Audrey Parker viene mandata dal suo capo, l'agente Howard, a Haven, una cittadina del Maine, a dare la caccia a Jonas Lester, un criminale fuggito dalla custodia federale. Arrivata sul posto trova la collaborazione dell'agente di polizia locale Nathan Wournos, che la salva da uno strano incidente stradale, e scopre che Lester è morto. Il suo corpo viene rinvenuto ai piedi di una scogliera, ma Audrey si convince subito che la morte non è stata accidentale. Poco lontano dal luogo in cui è stato rinvenuto il cadavere, vengono ritrovati un cappello e una pistola. Il cappello porta ad un abitante locale, Conrad Brauer, che nega il suo coinvolgimento nella vicenda e fornisce un alibi, confermato da un testimone, l'amica d'infanzia Marion Caldwell. La pistola invece porta a Duke Crocker, un contrabbandiere locale nei confronti del quale Nathan nutre una profonda antipatia. Tuttavia quest'ultimo ha denunciato parecchio tempo prima il furto dell'arma da fuoco e Audrey si convince presto della sua innocenza, mentre intuisce che Conrad e Marion nascondono qualcosa. Le indagini di Audrey e Nathan nel frattempo sono accompagnate da strani fenomeni atmosferici, quali un'improvvisa e intensa nebbia nel cuore della cittadina o una violenta grandinata. Grazie ad un'approfondita ricerca Audrey scopre che Lester era d'accordo con Ted, il fidanzato di Marion, per uccidere quest'ultima, in modo che lo stesso Ted possa trattenersi una somma di denaro che si era fatto dare dalla fidanzata, illudendola di volersi costruire una vita insieme a lei lontano da Haven. La sera in cui Lester era andato ad ucciderla, quest'ultima si era difesa usando un potere paranormale. Infatti Marion è in grado di influenzare le condizioni climatiche con il suo stato d'animo, anche se non riesce a controllarlo. Audrey decide di non arrestarla, facendosi promettere da Conrad, da sempre innamorato di lei, che per difenderla si era accusato dell'omicidio di Lester, di starle accanto, aiutandola a controllare il suo potere. Nel finale, Audrey, pur avendo chiuso il caso, decide di restare ad Haven, attratta dal mistero che avvolge la cittadina, e per scoprire l'identità di una ragazza che le somiglia molto, apparsa diversi anni prima sul giornale locale, in una notizia che si occupava di un omicidio denominato The Colorado Kid.
- Ascolti USA: telespettatori 2.336.000 – share 3%[2]

## Farfalle
- Titolo originale: Butterfly
- Diretto da: Tim Southam
- Scritto da: Sam Ernst

### Trama
Una palla di bronzo pesante diverse tonnellate che costituiva un monumento di fronte alla chiesa locale si sgancia dalla catene di protezione e inizia a rotolare, finendo per colpire e danneggiare un bar. Audrey e Nathan sospettano del reverendo Driscoll, poiché non è in buoni rapporti con il gestore del bar. Tuttavia lo stesso reverendo rimane vittima di un misterioso incidente in cui ha rischiato la vita, dopo essere stato avvicinato da una farfalla. Anche Audrey in precedenza aveva rischiato la vita, finendo rinchiusa in un gigantesco bozzolo dopo aver anche lei visto una farfalla. I sospetti quindi si spostano sulla figlia del reverendo, che stava per essere licenziata dal bar danneggiato dalla palla di bronzo, dove lavora come contabile. In realtà non è neanche lei la responsabile degli strani avvenimenti, ma il suo figlio adottivo, i cui incubi si sono iniziati a materializzare. Nathan intanto, spiega ad Audrey che strani avvenimenti, a cui la popolazione locale si riferisce come "i problemi", erano già avvenuti in passato, quando lui era ragazzo, e ora sembrano essere ritornati.
- Ascolti USA: telespettatori 2.086.000 – share 3%[3]

## Armonia perduta
- Titolo originale: Harmony
- Diretto da: Rachel Talalay
- Scritto da: Matt McGuinness

### Trama
Presso l'ospedale psichiatrico locale, il primario perde la testa e inizia a manifestare un comportamento violento, nel frattempo tre pazienti fuggono. Mentre il dottore perde la testa, i pazienti sembrano però riacquistare le loro piene facoltà fisiche e mentali. Il tutto è però temporaneo, sia il dottore che i pazienti ritornano al loro stato originario dopo qualche ora. Audrey e Nathan cercano di capire cosa sia accaduto, ma presto il fenomeno si ripete, e lo stesso Nathan viene contagiato. Il poliziotto perde la testa e si reca al porto, dove cerca di aggredire Duke, ma viene fermato appena in tempo da Audrey, che è costretta a paralizzarlo con un taser. Dopo aver escluso che la causa di tutto sia un farmaco sperimentale, si pensa ad una delle pazienti, Lilly, che potrebbe manifestare straordinarie abilità. In realtà è il marito della paziente, Ray, che semplicemente suonando riesce a guarire i malati di mente e contemporaneamente a far andare fuori di testa le persone sane. Alla fine Audrey e Nathan acconsentono a far partire Ray e Lilly su una barca, in modo che possano riavere la loro vecchia vita senza nuocere a chi gli sta intorno. I due si portano dietro anche altri due pazienti, che dopo anni di catalessi riacquisiscono vitalità. Uno di loro, poco prima di partire, rivela ad Audrey di aver conosciuto in passato una donna che le somigliava moltissimo, e che il suo nome era Lucy.
- Ascolti USA: telespettatori 1.843.000 – share 2%[4]

## Seconda chance
- Titolo originale: Consumed
- Diretto da: Rachel Talalay
- Scritto da: Ann Hamilton

### Trama
Ad un mercato di frutta biologica, improvvisamente alcune tipologie di prodotti marciscono completamente e il fenomeno riguarda anche i frutti ancora appesi sugli alberi. Audrey e Nathan pensano subito ai "problemi" e ben presto si accorgono che l'unico punto in comune dei prodotti interessati è un ristorante locale gestito da due fratelli, chiamato "Seconda chance". Tutti i produttori danneggiati infatti, sono anche fornitori del ristorante. Poiché il locale ha dei problemi finanziari, un titolare di una catena di panini a base di aragosta ha avanzato un'offerta di acquisto, e finisce quindi per essere il principale sospettato. Audrey tuttavia intuisce che la causa di tutto potrebbe essere uno dei due fratelli, il cuoco: i prodotti infatti vanno a male solo dopo essere stati impiegati in cucina. Lo stesso chef viene ritrovato morto per aver mangiato cibo marcio. Alla fine si scopre che la causa dello strano fenomeno è il fratello (Sebastian Pigott), che fa marcire tutto quello che sta mangiando se si innervosisce. A causare la morte dello chef però, non era stato lui, ma la sua assistente in cucina, che voleva vendicarsi facendogli mangiare una sostanza a cui era allergico. Lo chef, infatti, dopo aver litigato con il fratello, aveva comunicato di volersene andare a New York, ma si era rifiutato di portare con sé la sua assistente.
- Ascolti USA: telespettatori 2.125.000 – share 2%[5]

## La sera del venerdì
- Titolo originale: Ball and Chain
- Diretto da: Tim Southam
- Scritto da: Nikki Toscano

### Trama
I due redattori del giornale locale Vince e Dave, durante una battuta di pesca, trovano un cadavere di un uomo molto anziano abbandonato su una barca. Mentre Audrey e Nathan cercano di scoprirne l'identità, un uomo trentenne improvvisamente invecchia precocemente e muore. La causa delle morti sembra essere una giovane donna, Helena, bellissima, che appare ogni venerdì sera in un locale sul porto, dove ha un'occasionale e passionale relazione con le vittime, la notte precedente che queste invecchiano e muoiono. Audrey scoprirà che Helena è in realtà la capitana portuale, che il venerdì sera assume una nuova identità, ringiovanendo, e avendo un'avventura amorosa con malcapitati occasionali, a seguito della quale rimane incinta. Il bambino, succhia la vitalità del padre, e nasce già il giorno seguente, subito dopo che la capitana riprende il controllo di sé stessa. Tra le vittime ci sarà anche Duke, che invecchia fino al punto di morte, ma Audrey riuscirà a salvarlo allontanando suo figlio dalla cittadina. Per evitare nuove vittime, la capitana accetta di farsi rinchiudere nel faro ogni settimana, per impedire così ad Helena di avere altri bambini e uccidere nuovamente.
- Ascolti USA: telespettatori 1.884.000 – share 2%[6]

## Caccia al lupo
- Titolo originale: Fur
- Diretto da: Keith Samples
- Scritto da: Jim Dunn

### Trama
Misteriosi attacchi omicidi, da parte di un presunto lupo, terrorizzano la cittadina.
- Ascolti USA: telespettatori 1.999.000 – share 2%[7]

## Disegni pericolosi
- Titolo originale: Sketchy
- Diretto da: T. W. Peacocke
- Scritto da: Matt McGuinness

### Trama
Strani incidenti cominciano a capitare a ricchi personaggi della cittadina. I sospetti dei due detective ricadono sui membri di un piccolo equipaggio, ma quando rimane coinvolto un ragazzo appartenente ad essi la questione sembra complicarsi. Le indagini portano a scoprire che l'ultima vittima, anch'essa membro dell'equipaggio, ha la particolare capacità di fare disegni attraverso i quali si può colpire ciò che vi è raffigurato. L'autrice dei delitti e delle lesioni non è però lei, bensì il suo capo che, tenendone in ostaggio il padre, usa i suoi disegni per scopi personali. È l'intervento di Duke a salvare la situazione e impedirgli di distruggere la città.
- Ascolti USA: telespettatori 1.894.000 – share 2%[8]

## Dove non c'è il sole
- Titolo originale: Ain't No Sunshine
- Diretto da: Ken Girotti
- Scritto da: Sam Ernst

### Trama
Un uomo muore trapassato da una spada, l'assassino è un'ombra. Dopo aver evitato di passare la notte con Jess, Nathan raggiunge Audrey per indagare sull'infermiere morto che lavorava al centro per malattie oncologiche dove Jess fa alcune sedute di gruppo a coloro che hanno da poco perso i loro cari, lì ricoverati. Qui tutti sono convinti che sia l'uomo oscuro ad averglieli portati via. Un'altra infermiera muore nella stessa maniera e l'ipotesi dell'uomo Oscuro inizia a prendere il sopravvento anche se gli interrogatori ai parenti dei pazienti della clinica non danno i frutti sperati visto che tutti descrivono l'uomo in maniera diversa. Nathan intanto deve affrontare la sua mancanza di sensazioni per stare con Jess, nello stesso momento l'ombra attacca Audrey che lo chiama interrompendo la nottata d'amore tra i due. Dave e Vince sono però riusciti a fotografarlo. Scoperto che alla clinica non somministravano farmaci contro il cancro per rivenderli grazie anche alle prove trovate da Jess in casa del marito cieco di una delle pazienti da poco scomparse, notano che proprio quest'uomo non ha l'ombra e il suo bastone sembra l'arma del delitto. La rabbia dell'uomo per coloro che hanno fatto morire così presto sua moglie ha prodotto l'ombra a sua insaputa. Jess decide di andarsene dalla strana città e Audrey nel tentativo di consolare Nathan lo bacia su una guancia facendogli finalmente sentire qualcosa.
- Ascolti USA: telespettatori 1.973.000 – share 2%[9]

## Com'eri
- Titolo originale: As You Were
- Diretto da: Rob Lieberman
- Scritto da: Jose Molina

### Trama
È il compleanno di Audrey e per lei viene organizzata una piccola festa a sorpresa, in un hotel ormai chiuso da tempo sito in un'isola non lontana da Haven. La serata si trasforma però in incubo quando si scopre che il vecchio proprietario era in realtà un "camaleonte", che uccideva le persone per assumerne poi l'aspetto. Terrorizzati dall'idea che uno di loro possa essere ora il mostro, gli invitati cominciano a incolparsi a vicenda. È Nathan, dopo la morte di uno degli invitati, a scoprire che l'animale ha assunto le sembianze di Audrey, la quale è stata solo stordita e non uccisa. Una volta ucciso il mostro, Duke rivela a Audrey di essere lui il ragazzo ritratto, insieme a Lucy, nella foto di Colorado Kid.
- Ascolti USA: telespettatori 1.761.000 – share 2%[10]

## Visioni
- Titolo originale: The Hand You're Dealt
- Diretto da: Rick Rosenthal
- Scritto da: Jim Dunn

### Trama
Audrey vuole indagare su Lucy chiedendo ad un'altra delle persone presenti nella foto per sapere quello che Duke non ricorda più di quella giornata. Nemmeno Vanessa, la consulente scolastica ed ex baby sitter di Duke però si ricorda nulla. La donna dopo il litigio tra due ragazzi sembra sentirsi male e dopo essere stata toccata dalla preside cerca di bloccarla, invano, dal salire in auto che subito dopo esplode uccidendola. Audrey esce con Duke per cercare chi ha scattato la foto del giornale ma il fotografo sembra totalmente pazzo. Nathan intanto cerca di affrontare le sensazioni che gli fa provare solo Audrey che nel frattempo cerca di appoggiare Julia dopo la morte di Eleanore e scopre che la dottoressa aveva steso il rapporto su Colorado Kid. Vanessa si sente nuovamente male e vede un'altra persona morirle sotto gli occhi. Un ragazzo, bollito dentro una piscina. Duke esce con Vanessa assistendo ad un'altra delle sue strane crisi mentre Nathan la collega con gli strani eventi grazie ad un identikit. In casa della donna ci sono milioni di bigliettini con descrizioni di armi, esplosioni, una lista insieme di nomi di persone tra cui quelli delle due vittime. Cercano il prossimo nome sulla lista, Matt e trovano proprio Vanessa vicino alla casa del ragazzo dove dice ci sarà un'esplosione. La donna ha la visione dell'ultima immagine prima di morire di altre persone con cui ha un contatto e ha previsto una strage imminente oltre che la sua stessa morte. Si ricorda inoltre qualcosa su Colorado Kid, lei era lì perché sapeva esattamente come sarebbe morto e descrive ad Audrey quella visione. Nathan intanto collega le immagini di guerra che la donna vede ad un film e a Matt, un ragazzo disturbato presente ad ogni incidente che gestisce un cinema all'aperto e dai potenti poteri di pirocinesi. Il ragazzo si ribella alla cattura scatenando il fuoco e uccidendo Vanessa ma Audrey riesce a provocargli l'autocombustione salvando tutti. Vanessa prima di morire ha rivelato a Duke che morirà toccato da una mano sul cui braccio c'è un tatuaggio che Audrey e Nathan hanno già visto. La stessa cosa è successa a Colorado Kid.
- Ascolti USA: telespettatori 1.586.000 – share 2%[11]

## Processo a Parker
- Titolo originale: The Trial of Audrey Parker
- Diretto da: Lee Rose
- Scritto da: Charles Ardai (soggetto), Sam Ernst e Jose Molina (sceneggiatura)

### Trama
Audrey, Julia e Duke sono sulla barca di quest'ultimo intenti a giocare a carte con due individui sospetti bari sui quali Audrey sta indagando. La raggiunge il suo ex capo, l'agente Howard, paventandole di rientrare alla base e per chiederle resoconti documentati delle sue indagini rispetto a quello che è accaduto realmente e la interroga cercando di spingerla a eliminare le minacce rappresentate dagli abitanti di Haven. Nel mentre, i due bari rinchiudono Audrey e Howard in cabina mentre Julia e Duke in un'altra zona della barca. I due bari stanno cercando una scatola che Duke ha nascosto da qualche parte sul natante che nel frattempo imbarca acqua a seguito del formarsi di una crepa a cui in seguito l'agente Howard e il padre di Nathan faranno riferimento come di un evento anomalo. Interrogando Duke uno dei bari riesce, grazie ai suoi poteri di lettura della mente, a capire dove si trova il famigerato pacco mentre Audrey riesce ad uscire da dove è stata rinchiusa e chiama Nathan con un telefono dandogli le coordinate della barca ed i nomi dei bari. La barca intanto continua ad affondare mentre il mandante dei due uomini sta per arrivare a prendere il famoso pacco. Grazie a un'intuizione Audrey e Duke riescono a catturare i due uomini e a tornare in porto senza far affondare la barca. Audrey si dimette dall'FBI. Howard si scopre essere stato in combutta con il padre di Nathan per riuscire a farla rimanere a Haven di cui entrambi sembrano sapere più di quello che dicono.
- Ascolti USA: telespettatori 1.407.000 – share 2%[12]

## Riemerso
- Titolo originale: Resurfacing
- Diretto da: Mike Rohl
- Scritto da: Charles Ardai

### Trama
Ad Haven riappare misteriosamente un relitto di una nave, portando con sé i suoi problemi e i suoi misteri.
- Ascolti USA: telespettatori 1.442.000 – share 2%[13]

## Spirale
- Titolo originale: Spiral
- Diretto da: Fred Gerber
- Scritto da: Sam Ernst e Jim Dunn

### Trama
Ad Haven ritorna un uomo che ha passato gli ultimi 25 anni in prigione. Si scopre che è legato a Nathan, che finalmente riesce a chiarire con il padre tutto ciò che non ha chiarito. Audrey scopre che Nathan riesce a sentire il suo tocco. Duke continua a cercare l'uomo con il tatuaggio sul braccio aiutato da Julia.
- Ascolti USA: telespettatori 1.699.000 – share 2%[14]